# كيفن نيزبت
كيفن نيزبت (بالإنجليزية: Kevin Nisbet)‏ هو لاعب كرة قدم بريطاني، ولد في 8 مارس 1997 في غلاسكو في المملكة المتحدة. لعب مع نادي بارتيك ثيسل.

## روابط خارجية
- كيفن نيزبت على موقع الاتحاد الدولي (مؤرشف)  (الإنجليزية)
- كيفن نيزبت على موقع الاتحاد الأوربي (الإنجليزية)
- كيفن نيزبت على موقع الاتحاد الإسكتلندي (الإنجليزية)
- كيفن نيزبت على موقع قاعدة بيانات كرة القدم.إي يو (الإنجليزية)
- كيفن نيزبت على موقع ناشيونال فوتبول تيمز (الإنجليزية)
- كيفن نيزبت على موقع Soccerbase.com (لاعب) (الإنجليزية)
- كيفن نيزبت على موقع Soccerway.com (الإنجليزية)
- كيفن نيزبت على موقع عالم كرة القدم.نت (الإنجليزية)